# قتل الأب أو الأم
يتم تعريف قتل الأب أو الأم ((باللاتينية: parricida)‏، قاتل الوالدين أو أي قريب آخر) بأنه:
- فعل قتل والد أحد الأشخاص (قاتل الأب) أو والدته(قاتل الأم) أو قريب آخر، ولكن عادة ليس قتل الأطفال (الوأد).
- قتل شخص (مثل حاكم بلد شخص ما) له علاقة تشبه تلك الخاصة بالأب
- الشخص الذي يرتكب مثل هذا الفعل

هناك تعريفات مختلفة لمصطلح قتل الأب أو الأم، مع وجود أكبر تعارض فيما إذا كان لا بد من تعريف القتل بأنه جريمة أم لا (عادة قتل مع سبق الإصرار) لوصفه بقتل الأب أو الأم.
وقد تم نشر استعراض لحالات قتل الأب أو الأم، التي تشمل عوامل أخرى غير التفكير الوهمي مثل تاريخ من الاعتداء الجنسي أو الغش الذي يرتكبه الابن ضد الأسرة، في الأدب الشرعي. ويقدم مقال بيري وليكتينوالد وماكينزي اقتراحات للآباء والأمهات والاختصاصيين الاجتماعيين؛ والمستشارين والأطباء النفسيين الذين يحاولون التوسط في الأسرة التي تتشابه دينامياتها مع حالات القتل التي يكون فيها الغش والاحتيال ضد العائلة سابقًا لقتل الأب أو الأم.

## الحالات التاريخية
- توليا ، رتبت مع زوجها لقتل والدها والإطاحة به وتأمين العرش لزوجها.
- ورد أن لوسيوس هيستيوس كان أول قاتل لأبيه في روما، في وقت ما بعد الحرب البونيقية الثانية.
- قام يوهان النمساوي بقتل عمه ألبرت الأول ملك ألمانيا في 1308، وذلك بسبب حرمانه من إرثه.
- ماري بلاندي (1720–1752) سممت والدها، فرانسيس بلاندي، بالـزرنيخ في إنجلترا عام 1751.
- ليزي بوردن (1860–1927) كانت امرأة أمريكية اتُهمت بقتل والدها وزوجة أبيها وتمت تبرئتها.
- قرر القانون الجنائي الياباني في إحدى المرات أن قتل الأب أو الأم يؤدي إلى عقوبة الإعدام أو السجن المؤبد. ومع ذلك، تم إلغاء هذا القانون بسبب محاكمة قضية توشيغي قاتلة أبيها التي قامت فيها امرأة بقتل والدها عام 1968 بعد أن اعتدى عليها جنسيًا وحملها بأطفال منه.

## معرض الصور

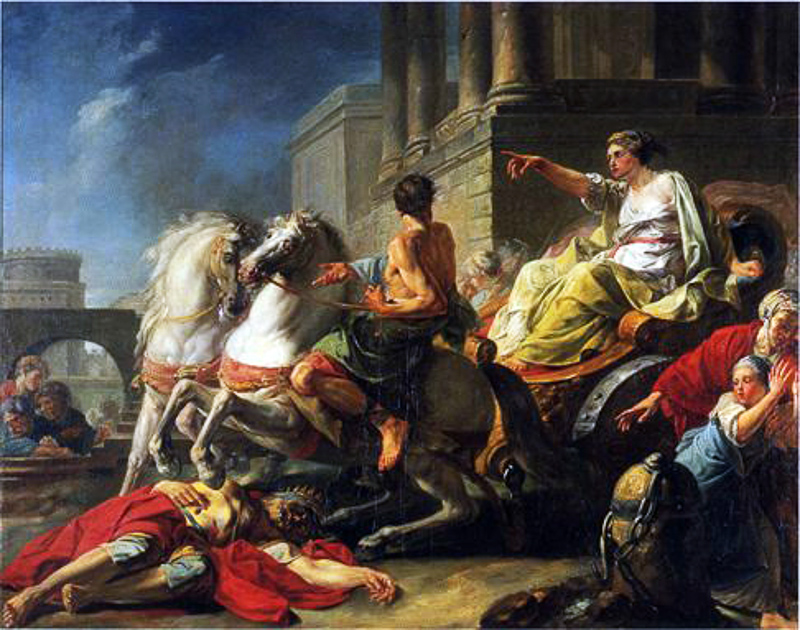
توليا تندفع فوق جثة أبيها
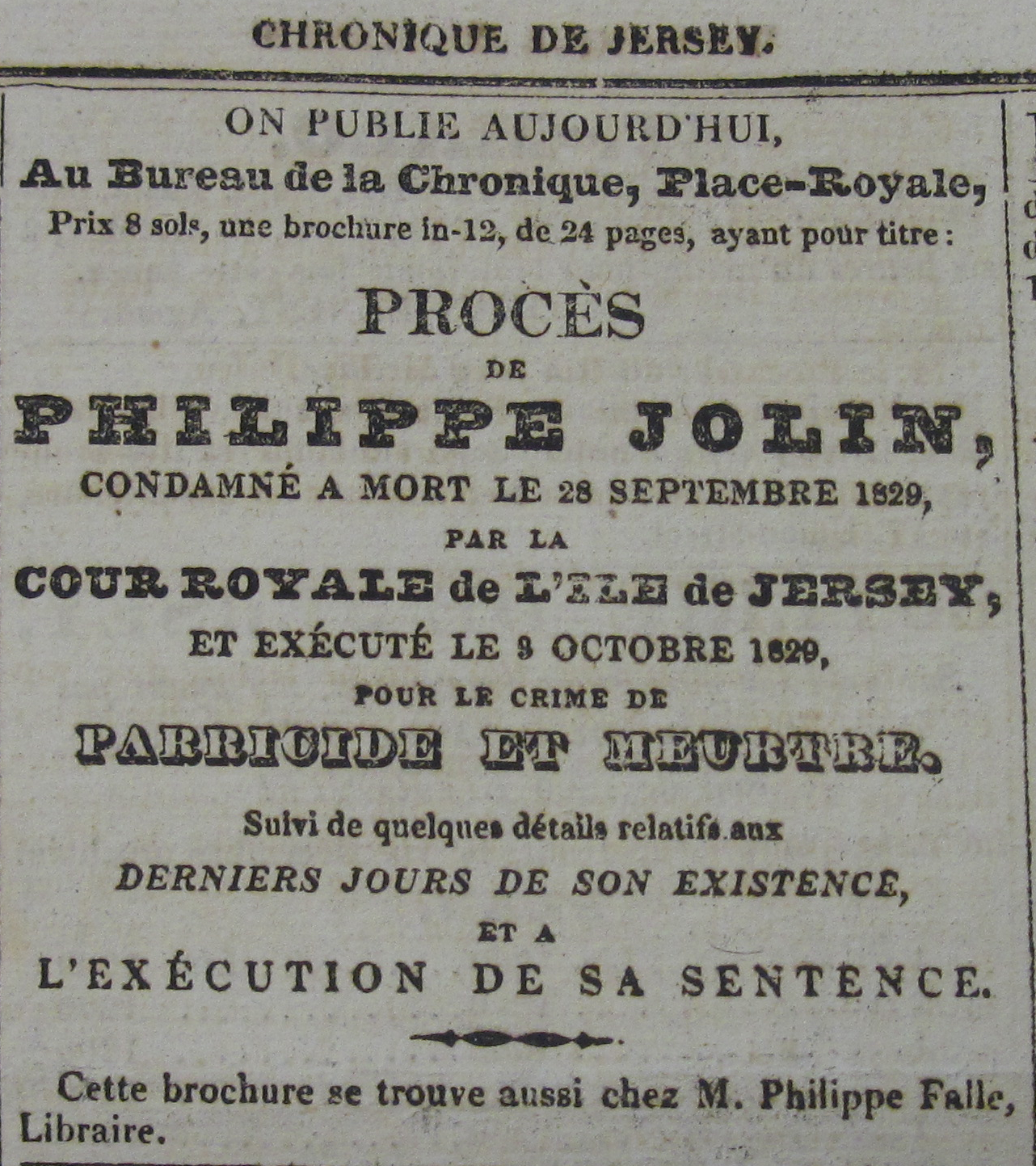
قتل الأب أو الأم، عقوبة الإعدام في جيرزي

## وصلات خارجية
- Dictionary.com entry for parricide
- Pendulum Foundation: Parricide Facts